# Seznam cerkva v Sloveniji (Z)
|  | Seznam cerkva: A B C Č D E F G H I J K L M N O P R S Š T U V W Z Ž |

## Zenon
| Slika                     | Cerkev                | Naselje   | Župnija | Škofija |
| ------------------------- | --------------------- | --------- | ------- | ------- |
| Klikni za spremembo slike | Zenon in Marijino ime | Lig       | Kanal   | KP      |
| Klikni za spremembo slike | Zenon                 | Topolovec | Sočerga | KP      |